# Province ecclésiastique de Mayence

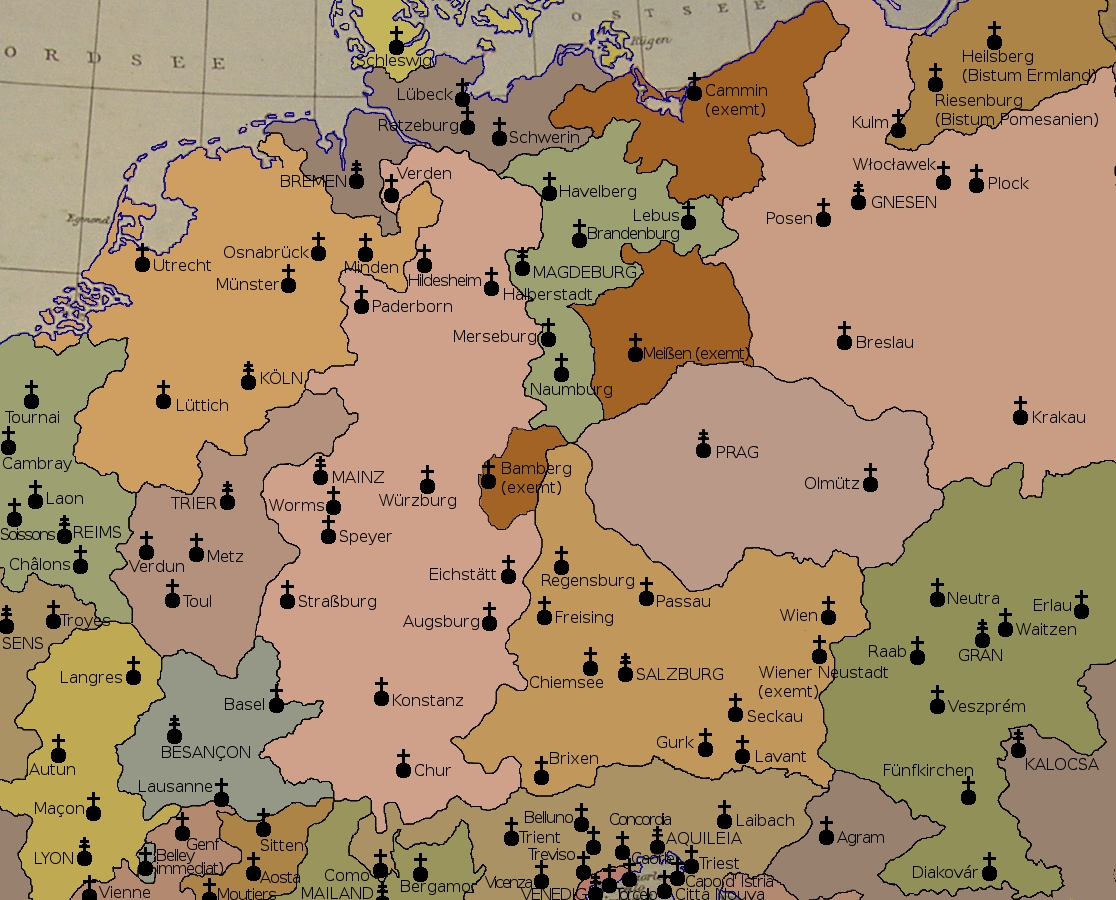
Carte des provinces ecclésiastiques en Europe centrale vers l'an 1500 : la province de Mayence en rose, après l’exemption de Bamberg (en brun) et la création de l'archidiocèse de Prague (en violet).

La province ecclésiastique de Mayence était une province ecclésiastique métropolitaine de l'Église catholique créée en 782 et maintenue jusqu’en 1805. Elle s'étendait de la ville de Mayence en direction du nord et du sud à travers presque tout le territoire de la Germanie. 
Les métropolites de la province, les archevêques de Mayence, en tant que princes-électeurs et archichanceliers comptaient au nombre des hommes les plus puissants du Saint-Empire romain portant le titre de Primas Germaniae. Sur la base de l'appartenance du diocèse de Prague jusqu'en 1341, ils avaient également la charge du sacre des rois de Bohême.

## Histoire
La province est née sous le règne de Charlemagne, après que les ambitions de Saint Boniface de Mayence († 754 ou 755) de mise en place d'une province ecclésiastique d'Austrasie aient échoué. Lorsque le diocèse de Cologne, au nord-ouest, devint archidiocèse métropolitain à la fin du VIIIe siècle, le successeur de Boniface, Lull, obtient le pallium des mains du pape Adrien Ier en 781. Peu tard, la province ecclésiastique métropolitaine de Mayence a été créée, probablement par recours à une falsification de documents papales.
À la suite de la Révolution française, l'électorat de Mayence fut sécularisé conformement au concordat de 1801 sous le règne du Consulat de Napoléon Bonaparte. Par le recès de la Diète d'Empire en 1803, les fonctions de l'archevêché sont transférées au diocèse de Ratisbonne ; cet acte est confirmé par le pape Pie VII au 1er mai 1805. 
Au congrès de Vienne en 1815, l'archidiocèse n'a pas été restauré. Au lieu de cela, le nouveau diocèse de Mayence fut rattaché à la province ecclésiastique du Rhin Supérieur qui correspond à peu près au territoire à l’archidiocèse de Fribourg-en-Brisgau. Les étapes de cette restructuration des circonscriptions religieuses d'Allemagne sont : la bulle Provida solersque (1821), la bulle Ad dominici gregis custodiam (1827) et le bref Re sacra (1827), après quoi les sièges épiscopaux purent enfin être attribués.

## Suffragants

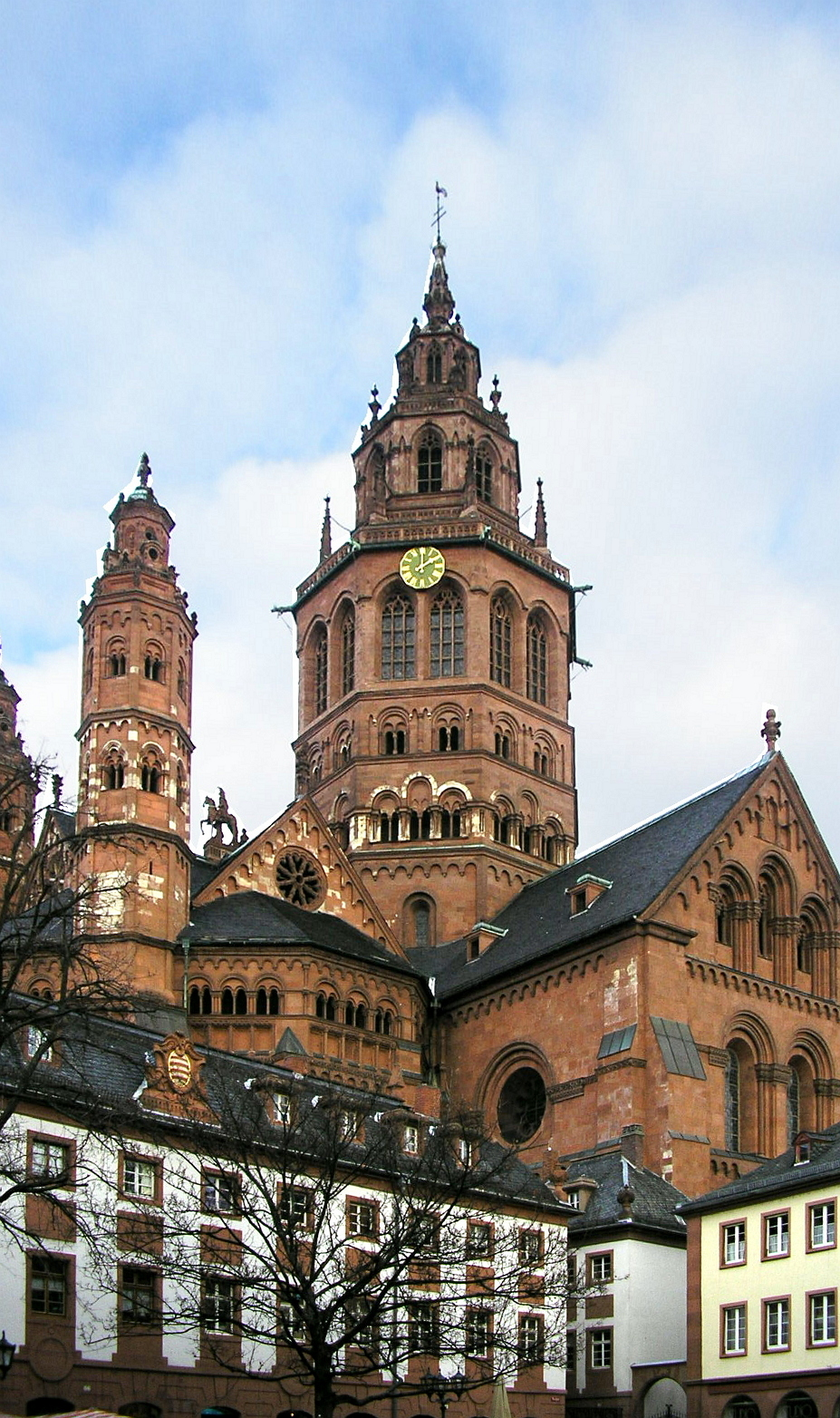
La cathédrale de Mayence vue du sud-ouest.

Depuis sa création, le territoire de la province ecclésiastique comprenait l'archidiocèse de Mayence et douze diocèses suffragants en Saxe et la Thuringe, en Franconie et en Souabe :
1. le diocèse de Verden
2. le diocèse de Hildesheim
3. le diocèse d'Halberstadt
4. le diocèse de Paderborn
5. le diocèse de Wurtzbourg
6. le diocèse de Worms
7. le diocèse de Spire
8. le diocèse d'Augsbourg
9. le diocèse d'Eichstätt
10. le diocèse de Constance
11. le diocèse de Strasbourg
12. le diocèse de Coire

En 946 et 948, les diocèses de Havelberg et de Brandebourg dans la marche du Nord rejoint la province ; ces deux évêchés sont rattachés à l'archidiocèse de Magdebourg nouvellement crée en 968. En contrepartie, le diocèse de Prague en Bohême fut placé sous l'autorité des archevêques de Mayence en 973, suivi du diocèse d'Olomouc en Moravie. En 1077, le diocèse de Bamberg est fondé sur le territoire de la province ; les évêques ont reçu des droits spéciaux et l'exemption de l'évêché a été officiellement confirmée en 1245.
Le diocèse de Prague fut élevé en archevêché en 1344 avec Olomouc et Litomyšl comme diocèses suffragants. Au XVIIIe siècle, les abbayes de Fulda et de Corvey ont obtenu le rang de diocèse.

## Littérature
- Marie-Pierre Terrien, Rollins Guild, Brigitte Beaujard, Nancy Gauthier: Province ecclésiastique de Mayence (Germania Prima) éditeur : De Boccard; collection: topographie chretienne; Paris: 2000   (ISBN 2-7018-0140-0)
- (de) Alfred Wendehorst: Germania Sacra: Die Bistümer der Kirchenprovinz Mainz. Das Bistum Eichstätt Bd.1: Die Bischofsreihe bis 1535 de Gruyter; 1. Auflage vom 29. Juni 2006,  (ISBN 3110189712)
- (de) Helmut Maurer: Germania Sacra: Die Bistümer der Kirchenprovinz Mainz. Das Bistum Konstanz Bd.2: Die Bischöfe vom Ende des 6. Jahrhunderts bis 1206 de Gruyter; 1. Auflage vom 29. Juni 2006,  (ISBN 3110189712)
- (de) Alfred Wendehorst : Germania Sacra: Die Bistümer der Kirchenprovinz Mainz. Das Erzbistum Würzburg, Bd.4 de Gruyter; 1. Auflage vom 1. Mai 1969,  (ISBN 3-11-001291-X)